# Onthophagus villanuevai
Onthophagus villanuevai là một loài bọ cánh cứng trong họ Bọ hung (Scarabaeidae).